# Eydison Teofilo Soares
Eydison Teofilo Soares hay đơn giản Eydison (sinh ngày 30 tháng 5 năm 1988) là một Cầu thủ bóng đá chuyên nghiệp người Brasil hiện đang chơi ở vị trí tiền đạo cho Câu lạc bộ bóng đá Bangkok.

## Tiểu sử
Eydison sinh ra ở Capinopolis , Brazil vào năm 1988. Anh bắt đầu sự nghiệp bóng đá khi còn là một cầu thủ trẻ với Associação Desportiva Atlética do Paraná, và sau đó đã chơi cho nhiều đội bóng cấp cao ở Brazil, Nhật Bản, Ả Rập Saudi, Indonesia, Việt Nam và Armenia. Anh ấy là một cầu thủ thuận chân trái và thường chơi ở vị trí tiền đạo.

## Sự nghiệp câu lạc bộ kể từ năm 2020

### Câu lạc bộ Azuriz
Vào ngày 20 tháng 9 năm 2020, Eydison gia nhập Azuriz trong một mùa giải ở Segunda Divisão. Vào ngày 27 tháng 9 năm 2020, anh có trận ra mắt Azuriz, ghi một bàn trong trận hòa 1-1 với Prudentópolis. Vào ngày 11 tháng 10, anh có pha kiến tạo đầu tiên cho Azuriz trong chiến thắng 1–0 trên sân nhà trước Apucarana. Vào ngày 18 tháng 10, anh ghi bàn thắng thứ hai cho câu lạc bộ, bằng quả phạt đền trong trận hòa 1-1 trước São-Joseense. Vào ngày 27 tháng 10, anh ghi bàn thắng thứ 3 cho Azuriz, bằng một cú đánh đầu, để mở ra chiến thắng 2-1 trên sân nhà trước Nacional(PR). Vào ngày 16 tháng 11, anh ghi bàn thắng thứ 4 cho câu lạc bộ bằng một cú sút cận thành trong trận thua 1-3 trước Maringá. Vào ngày 25 tháng 11, anh ghi bàn mở tỷ số trong trận bán kết với Apucarana; Azuriz tiến vào trận chung kết với chiến thắng 8–7 trên chấm phạt đền. Vào ngày 2 tháng 12 tại Sân vận động Willie Davids của Maringá, anh ghi bàn thắng đầu tiên trong chiến thắng 3–0 trên sân khách, đồng nghĩa với việc câu lạc bộ Azuriz của anh trở thành nhà vô địch của Paranaense 2 vào năm 2020. Azuriz và Maringá được thăng hạng lên Primeira Divisão 2021.
Ngày 14 tháng 1 năm 2023, Eydison trở lại Azuriz sau 2 năm ở Việt Nam. Vào ngày 13 tháng 2, anh ghi bàn thắng đầu tiên trong mùa giải trong chiến thắng 2–0 trên sân nhà trước Foz do Iguaçu, đây cũng là trận thắng đầu tiên của câu lạc bộ trong mùa giải.

### Câu lạc bộ Than Quảng Ninh
Ngày 23 tháng 12 năm 2020, Eydison trở lại Than Quảng Ninh ở V-League 1 2021, đây là lần thứ hai anh khoác áo Than Quảng Ninh FC. Vào ngày 17 tháng 1 năm 2021, anh ghi 2 bàn ở vòng 1 V.League 1 2021, trong chiến thắng 2-1 trên sân khách trước Hồng Lĩnh Hà Tĩnh FC. Vào ngày 24 tháng 3, anh ghi bàn thắng cuối cùng trong chiến thắng 2–0 trên sân nhà trước Thanh Hóa FC. Vào ngày 28 tháng 3, anh ghi 2 bàn trong trận derby Đông Bắc Việt Nam với Hải Phòng FC trên sân Lạch Tray. Vào ngày 16 tháng 4, tại sân Hàng Đẫy, anh ghi bàn thắng thứ 6 trong mùa giải trong trận thua 2-1 trước Viettel FC.

### Câu lạc bộ Becamex Bình Dương
Vào tháng 1 năm 2022, Eydison gia nhập Becamex Bình Dương trong mùa giải 2022 V-league 1. Vào ngày 30 tháng 7, anh ghi bàn thắng đầu tiên cho câu lạc bộ từ một quả phạt đền, nhưng đội của anh đã thua 2-3 trên sân nhà trước Bình Định FC. Vào ngày 13 tháng 8, anh ghi một bàn trong chiến thắng 2-1 trên sân nhà trước Sài Gòn FC. Ngày 07/10, anh ghi một bàn trong chiến thắng 4-0 trên sân khách trước SHB Đà Nẵng FC; một trong những câu lạc bộ cũ của anh ấy Vào ngày 23 tháng 10, anh ghi bàn thắng thứ 4 cho câu lạc bộ bằng một quả phạt đền khác, trong trận hòa 2-2 trên sân nhà trước Hồng Lĩnh Hà Tĩnh FC. Vào ngày 30 tháng 10, anh ghi bàn thắng thứ 5 bằng một quả phạt đền khi đội của anh hòa 1-1 trên sân nhà trước Nam Định FC.

### Câu lạc bộ Alagoinhas Atlético
Tháng 3 năm 2023, Eydison gia nhập Alagoinhas Atlético, theo dạng cho mượn từ Azuriz.

### Câu lạc bộ West Armenia
Vào ngày 13 tháng 8 năm 2023, Tây Armenia thông báo rằng Eydison đã gia nhập câu lạc bộ được một mùa giải. Vào ngày 14 tháng 9, anh ghi bàn thắng đầu tiên cho câu lạc bộ, Tây Armenia thắng trận đầu tiên trong mùa giải sau chiến thắng 2-0 trên sân nhà trước FC Van.